# 長岡鉄男
長岡 鉄男（ながおか てつお、1926年（大正15年）1月5日 - 2000年（平成12年）5月29日）は、日本のオーディオ評論家。

## 人物
東京府（現：東京都）出身。初めは放送・コント作家であったが、1959年（昭和34年）頃からオーディオ評論家として活動。作家ならではの筆力とユーモアあふれる文章でメーカーに媚びない辛口の批評を書くことによって人気を博した。コストパフォーマンスを重視した廉価製品の評価、自作スピーカーの工作記事およびソフト紹介（主に外盤）でも知られ、生涯に600種類もの自作スピーカーの設計を発表、生涯に保有したレコード、CD、LDの数は総計5万枚に及ぶ。
晩年には究極のホームシアタールームを実現するため、埼玉県越谷市の自宅に「方舟（はこぶね）」と自称する建物を建てて話題となった。レコード評論家としても有名であった。趣味はアンティークカメラの蒐集。

## 生涯
本名は富岡 寿一（とみおか じゅいち）。東京市赤坂区の表参道沿いの借家（現在の港区北青山付近）で生まれる。父は小学校の校長を務めていた。
小学校の頃から喘息の症状があり体も小さく、軍国主義にはなじめず非国民と見なされていたという。旧制尋常小学校卒業後、旧制世田谷中学校（現在の世田谷高校）に入学（長岡によれば「現在でこそ有名だが、当時は吹きだまりのような学校だった」）。長岡は読書には力を入れたが、勉強はあまりしなかったという。
旧制中学校卒業後、旧制高等学校の入試を2年連続で失敗し、徴兵から逃れるため航空工学校に入学。航空工学校への入学者は東京帝国大学航空研究所の実験工として働く義務があったため、太平洋戦争終結まで在籍した。
1945年（昭和20年）、終戦後、東京の青山アパートメント（同潤会アパートの一つ）に住む。「とみおか鉄瓶」名でコントなどの台本やクイズ番組の問題を書いて生計を立てながら、拾った部品で真空管ラジオを作ったり、カメラ、時計等を購入することを趣味としていた（当時は完成品のラジオは高価であり、お金を持たない庶民がラジオを自作するのは普通の趣味であり、ごく一部マニアの特殊な趣味ではない）。
1957年（昭和32年）、初めてハイファイオーディオシステムを購入。「ゲンコツ」の愛称で知られる松下電器産業（現：パナソニックホールディングス）の8インチフルレンジスピーカー8PW1を中心にしたシステムだった。この頃から、音楽之友社の雑誌に記事を書くようになる。
1959年（昭和34年）、結婚。相手は長岡が入院中に「すごいステレオがあるから聴きにこないか」と誘って聴きにきた看護婦であった。東京都新宿区富久町抜弁天付近に新居を構える。青山アパートメントにあるオーディオシステムが肥大化したので移動できず、そのシステムは残して、それとは別に抜弁天でもシステムを構築した。
1963年（昭和38年）、埼玉県草加松原団地のテラスハウスに転居。青山アパートメントのオーディオシステムもここに移動。この頃、オーディオ専門のライターに転向。
1971年（昭和46年）、埼玉県越谷市に鉄筋コンクリートプレハブの一戸建て（8畳2間、6畳4間、1キッチンの8K）に転居。以後、生涯ここに住むことになる。この頃からスピーカー工作に力を入れるようになる。長岡が自ら板を切り釘を打ってスピーカーを工作していたのは初期のみで、後に工作はスピーカー工作記事掲載誌の編集者に任せるようになった。越谷を選んだ理由は、新幹線が走っておらず、電波に悪影響を及ぼさない場所だからと語っている。
1980年（昭和55年）、L-R,L,R,R-Lの4つのスピーカーユニットをひとつの箱に収めたマトリックススピーカーMX-1を発表。
1985年（昭和60年）、自宅と地続きの土地90坪（約298m2）を購入。後にここに「方舟」を建てることになる。
1986年（昭和61年）、バックロードホーン型・点音源方式の自作スピーカー：スワンを発表。このスピーカーは長岡宅を訪問した評論家の立花隆が絶賛した事もあって、オーディオマニアの間で評判となり、スピーカーの自作を行っていなかったマニアですら、わざわざ自作するほどの人気スピーカーになった。なお、スワンの系統はその後もバリエーションがいくつか発表されている。
1987年（昭和62年）、自宅の隣にホームシアター目的の建造物「方舟」を建造。土地の形に合わせて設計したため外観と部屋は五角形となった。遮音・防振のために分厚い鉄筋コンクリートの床と壁に囲まれた建造物である。ほどなく、評論活動のための試聴の場も母屋からこの「方舟」に移った。
1992年（平成4年）、「スーパースワン」発表（1986年（昭和61年）から始まったスワン系スピーカーの一つ）。
2000年（平成12年）、持病の喘息の悪化により74歳で死去した。

## 評価

### 異例の人気
長岡はオーディオ評論家としては異例なほどの人気を持ち、死後も長岡関連書籍の出版が絶えないほどであった。これは長岡がハードとしてのオーディオ評論だけではなく、自作スピーカー工作や外盤を中心としたディスク紹介、時事を絡めたオーディオコラムなど、一般的な「オーディオ評論家」の枠に留まらない独自の幅広い魅力を有していたためと言えよう。特に熱烈なファンは「長岡教徒（信者）」と呼ばれ、長岡が愛用する機器、長岡が推奨するディスク（「長岡推奨盤」）を買い揃え、さらには方舟のコピーを建てる者まで現れるほどであった。

### 厳しい批判
一方で、猛烈なアンチ（のファン）も存在した。これは特に自作スピーカー関連について顕著な傾向である。長岡が好んだフォステクス製の高能率型フルレンジユニット使用によるバックロードホーン型のスピーカーは好みが極端に分かれる傾向があり、好む者は他方式のスピーカーに目もくれないほど気に入るのに対し、嫌う者は「市販の安物スピーカー以下」と酷評している。長岡は『Stereo』誌（音楽之友社）の質問コーナーで読者から批判されることも珍しくなかった。

## 自作スピーカー

### 記事の特徴
長岡はメーカー製の製品を批評する時は欠点を明記して容赦無かった反面、自作のスピーカーを紹介する時は製作記事という形をとるため、設計の狙いと工作の紹介と測定結果（周波数とインピーダンス）で紙数のほとんどが埋まっており、音についてはその狙いが達成されれば成功という形で終わってしまい、そのスピーカーの欠点に触れることは少なかった。この姿勢については、「自画自賛」だという評も存在する。だが、長岡自身「メーカー製スピーカーは常に万人向万能型でなければならず（中略）自作の強みは万人向万能型を狙う必要が無い事だ」と述べており、批評記事と工作記事ではスタンスが違う事も留意する必要がある。なお、長岡の複数のスピーカー工作記事を比較すると、あるスピーカーの長所が、別のスピーカー工作記事では短所として紹介されている例も見られる。

### 工作
長岡が設計・発表したスピーカーは前述のとおり数百機種と非常に数が多く、初心者向けの簡単な物から、メーカー製スピーカーのローコスト版を狙った物、使用場面を想定したユニークなオリジナル型、自身のリファレンス用から実験目的の物まで様々な物があり、動作原理や設計理論が確立していないダブルバスレフやバックロードホーンなどでは、工作を重ねて計算式まで自作していた。工作についてはあくまでも「自作」することを前提にしてはいたが、その難易度もまた当然ながら様々で、特に人気のあったバックロードホーン型のスピーカーは構造が複雑で製作の難易度が高かった。そういった工作精度や板材・塗装・内部配線・ネットワーク部品といった変化要因で、完成した自作スピーカーの音が品質管理されたメーカー製スピーカーのように一様でないのは自作スピーカーの宿命であり、長岡設計のスピーカーを自作してみたものの希望通りの音が出なかったという声も『Stereo』誌の質問コーナーには寄せられた。しかしその一方で、長岡を驚嘆させる個体を作り上げる者も現れた。長岡は、自作スピーカーに対する読者の評判の落差を「どうしようもない。これが趣味の世界である」として読者の感性の違いも含めて認めていた。
ちなみに、『Stereo』誌で定期的に掲載されたスピーカー工作特集において他の評論家がまな板、人工大理石、寄木作り、などといったあまり一般的ではない手法や材料でスピーカーを制作したのに対し、長岡は｢誰にも作れないようなものを発表しても仕方が無い｣として合板による自作が可能なスピーカー工作に徹した。通常はサブロク板を使うのだが、無駄が少ない板取に徹した（ただし例外もある）。

### 長岡とバックロードホーン型スピーカー
長岡がバックロードホーン型スピーカーの設計に注力したのは、オーディオ業界における「バックロードホーンは音が悪い」という通念に挑戦し、他方式では得られないバックロードホーン型スピーカー特有の持ち味・利点を強く主張したかったからである。バックロードホーンは、1980年代以降は、メーカー製にはほとんど見られなくなり、長岡は「メーカー製に差をつける」とそのメリットを主張してリファレンスに採用した。20cm高能率フルレンジユニット2発と高能率ホーントゥイーターの2ウエイ自作バックロードホーン、そしてこれに自作スーパーウーファーを組み合わせたものが、70年代末から80年代半ばにかけての、長岡邸におけるメインスピーカーシステムであった。逆に言えば、長岡が理想とするような「生に近い音」がメーカー製スピーカーには存在しなかったということである。
しかしながら、1987年（昭和62年）に長岡が建設した専用オーディオルーム：方舟のメインシステムのスピーカーは、ホームシアターの大きなスクリーン両脇に設置する関係で縦長（高さ2.7m）の共鳴管方式スピーカー「ネッシー」が採用された。このシステムが以降の長岡のメインシステムであり、母屋のバックロードホーンはサブシステムという位置づけになった。ただし、オーディオ機器のテスト等では、スワン型バックロードホーンを専ら使用していたのも事実である。これについて長岡は「わずかな差を拡大してみせるのは最もシンプルなシステムである」「当初は自分自身も高級アンプのテストに使うのはためらいがあったが、 スワンは実力差に比例した鳴り方になるので被テスト機の違いがよく分かり、テストにはベストという事でメーカーとも意見が一致した」と述べている。
なお、同じくメーカー製にほとんどないスピーカーシステムとして、長岡はダブルバスレフ方式のスピーカーを設計しているただしこれらは、オーディオ誌上の読者向けスピーカー工作記事では紹介され、その低音再生能力を長岡は自画自賛していたが、長岡自身は自分用としてそれらダブルバスレフのスピーカーは使用していない。また長岡はメーカー製スピーカーに対抗して似たようなスピーカーを設計する事もあり、例えばBOSE901を参考にした音場型スピーカーを設計しており、決してメーカーが作らない方式のスピーカーにこだわっていた訳ではない。

## 主な著書・連載・関連書籍

### 単行本
- ステレオの実際知識 (東洋経済新報社) (1970年)
- マイ・ステレオ作戦 (音楽之友社) (1970年)
- 実用のオーディオ（音楽之友社「実用オーディオ講座」）
- オーディオ日曜大工（音楽之友社「実用オーディオ講座」）
- オーディオ日曜大工・続（音楽之友社「実用オーディオ講座」）
- 図解スピーカ（ラジオ技術社「ラジオ技術選書」）
- 長岡鉄男のステレオハンドブック（音楽之友社「ONブックス」）(1998年)
- オーディオA級ライセンス（共同通信社「FM選書」） ISBN 4-7641-0138-6
- 長岡鉄男のオーディオ・クリニック（共同通信社「FM選書」、長沢英夫共著） ISBN 4-7641-0170-X
- 長岡鉄男の傑作スピーカー工作（音楽之友社、全10巻） 第1巻 / ISBN 4-276-24011-5
- 長岡鉄男の外盤A級セレクション（共同通信社「FM選書」、全3巻） 第1巻 / ISBN 4-7641-0151-3
- 長岡鉄男のレコード漫談（音楽之友社） ISBN 4-276-20172-1
- 続・長岡鉄男のレコード漫談（音楽之友社）ISBN 4-276-20173-X
- 続々・長岡鉄男のレコード漫談（音楽之友社） ISBN 4-276-20174-8
- オーディオ基礎知識401（音楽之友社「オーディオ選書」、菅野沖彦他 共著） ISBN 4-276-24041-7
- 長岡鉄男『長岡鉄男最新スピーカークラフト－スワンaとその仲間』 1巻、音楽之友社、東京、1989年。ISBN 4276240336。
- 長岡鉄男『長岡鉄男最新スピーカークラフト－フロア型と音場型』 2巻、音楽之友社、東京、1989年。ISBN 4276240328。
- 長岡鉄男『長岡鉄男最新スピーカークラフト－バックロードの傑作』 3巻、音楽之友社、東京、1992年。ISBN 4276240352。
- 長岡鉄男のいい加減にします（音楽之友社「ONブックス」、全5巻） 第1巻 / ISBN 4-276-35067-0
- 長岡鉄男のディスク漫談（音楽之友社、全2巻） 第1巻 / ISBN 4-276-20175-6
- 長岡鉄男の日本オーディオ史（音楽之友社、全2巻） 第1巻 / ISBN 4-276-24101-4
- 長岡鉄男のスーパーAV　ホームシアターをつくる（共同通信社） ISBN 4-7641-0206-4
- 「喝！」長岡鉄男ダイナミックテスト巻頭百五十言（共同通信社） ISBN 4-7641-0365-6
- 世界でただひとつ自分だけの手作りスピーカーをつくる（講談社） ISBN 4-06-269080-2 (新装版 ISBN 4-06-274179-2)
- 長岡鉄男のわけのわかるオーディオ（音楽之友社） ISBN 4-276-24112-X
- 長岡鉄男のオリジナルスピーカー設計術　こんなスピーカー見たことない（音楽之友社）
- 長岡鉄男のオリジナルスピーカー設計術2　こんなスピーカー見たことない（音楽之友社）図面集編
- 長岡鉄男のオリジナルスピーカー工作４５（音楽之友社）雑誌コード　00910-10

### 連載
- FMfan（共同通信社、「長岡鉄男のDynamicTest」）
- 週刊FM（音楽之友社、「いい加減にします」）
- STEREO（音楽之友社、「レコード漫談」「ディスク漫談」）
- AV REVIEW（音元出版）
- AV FRONT（共同通信社）
- visic（音楽之友社、「いい加減にします」）
- Audio Accessory（音元出版）
- AUDIO BASIC（共同通信社）

### 長岡死後の関連書籍
- 長岡鉄男のオリジナルスピーカー設計術3　こんなスピーカー見たことない（音楽之友社）図面集編2
- 長岡鉄男のオリジナルスピーカー設計術4　こんなスピーカー見たことない（音楽之友社）図面集編3
- 不思議の国の長岡鉄男（音元出版）
- 不思議の国の長岡鉄男2（音元出版）
- FM fan特別編集　開拓者長岡鉄男（共同通信社）
- バックロードホーン・スピーカーをつくる! (ONTOMO MOOK) （音楽之友社）
- 季刊ホームシアターファイル 2001・8月特別増刊 長岡鉄男 ホームシアターのすべて
- 名人直伝！長岡鉄男の「スピーカーユニットの上手な使い方」 (ONTOMO MOOK) （音楽之友社）